# NGC 2503
NGC 2503 je galaksija u zviježđu Raku.

## Vanjske poveznice
- SEDS: NGC 2503